# Sarsina violetta
Sarsina violetta är en fjärilsart som beskrevs av William Schaus 1927. Sarsina violetta ingår i släktet Sarsina och familjen tofsspinnare. Inga underarter finns listade.